# Litopterna
Ordre
Les Litopterna ou litopternes constituent un ordre éteint de mammifères ayant vécu à l'ère Tertiaire en Amérique du Sud.

## Étymologie
Leur nom signifie « à cheville simple » car l'articulation de la cheville est simplifiée.

## Description
Les litopternes furent le plus grand groupe de mammifères dotés de sabots (ongulés) sud-américains, notamment grâce à l'étrange Macrauchenia patachonica.
Les extrémités de leurs membres se terminaient par trois doigts et même un doigt comme les chevaux pour certaines formes.

## Evolution des litopternes
Les litopternes se diversifièrent au cours du Cénozoïque puis déclinèrent avant de s'éteindre il y a environ 10 000 ans, à la fin du Pléistocène. La dernière forme à avoir vécu, Macrauchenia patachonica, est d'ailleurs la seule à avoir survécu au grand échange interaméricain. Les premiers litopternes ressemblaient aux  condylarthres, ce qui les a fait suspecter d'en être des descendants. Cependant un nombre grandissant de scientifiques[réf. nécessaire] réfutent cette thèse et penchent plutôt pour une origine distincte pour tous les ongulés d'Amérique du Sud, à savoir les litopternes mais aussi les notongulés et les pyrothères. Ils proposent même de créer un nouveau clade pour regrouper tous ces ongulés. Les litopternes occupaient les niches écologiques d'animaux brouteurs de feuilles et d'herbe occupées par les chevaux et les camélidés en Laurasia.

## Systématique
- Ordre Litopterna
  - Famille Protolipternidae (incertae sedis)
  - Super-famille Macrauchenioidea
    - Famille Macraucheniidae
    - Famille Notonychopidae
    - Famille Adianthidae

  - Super-famille Proterotherioidea
    - Famille Proterotheriidae

## Classification phylogénétique
Cet arbre indique l'évolution des Litopterna et leur position par rapport à quelques autres ordres de mammifères.
(walvis=baleine, zwijn=porc, paard=cheval)

## Détail desgenres
Parmi les formes les plus remarquables de litopternes, citons Macrauchenia qui évoque un chameau, mais possédait un museau peut-être fortement allongé en trompe recourbée vers le bas. C'est de cette façon du moins qu'on a l'habitude de le représenter sur les reconstitutions.
Si extérieurement, Macrauchenia ressemble à un chameau, son squelette est très différent. Les vertèbres suggèrent qu’il devait avoir une petite bosse au-dessus du garrot.
Cet ongulé, mi-cheval mi-chameau, vivait dans les plaines herbeuses. Son long cou lui permettait de voir de loin les éventuels prédateurs. Ses mâchoires étaient pourvues de 44 grosses prémolaires et molaires.
D'autres genres de litopternes :
Diadiaphorus ressemblait plus à un cheval. Il possédait de longues pattes et un pied ne reposant que sur un seul orteil. Toutefois ses dents n'étaient pas aussi spécialisées pour brouter.
Certains litopternes étaient des coureurs rapides. La plupart comme Macrauchenia et Theosodon couraient sur trois doigts. Mais, d'autres comme Diadiaphorus et Thoatherium développèrent des membres plus fins qui se terminaient par un seul doigt.